# Дом Гаджинского
Дом Гаджинского — дом, построенный в 1895-1899 годах по проекту Ивана Эделя. Заказчиком дома является Иса-бей Гаджинский, нефтепромышленник, один из бакинских миллионеров.
В настоящее время в здании размещается Государственный комитет по работе с религиозными организациями Азербайджанской Республики.

## Адрес
Дом Гаджинского расположен на пересечении улиц Ахмеда Джавада и Адиля Бабаева.

## Структура здания
Здание было построено по проекту Ивана Эделя. Проект двухэтажного здания по заказу Иса-бека Гаджинского был утвержден 21 марта 1895 года. По проекту дом имеет П-образную форму. Во всех  многокомнатных квартирах были запланированы большие холлы. Парадная лестница дома находится рядом с проходом во двор по оси фасада. Помимо главной лестницы в структуру галереи включена двухъярусная лестница открытого типа. В правое крыло, где расположены служебные помещения, упирается узкая одноступенчатая лестница. Двор довольно большой. Точно симметричный фасад построен на основе классических методов. Главный вход со строгими пропорциональными секциями, расположен на центральной оси фасада. На втором этаже расположен портик со сложным фронтоном дорического ордера. Этот мотив повторяется на боковых ризалитах. Угловые стороны фасада украшены рельефными крупными блоками. Окна первого этажа простые, изящно акцентированные, а окна второго этажа перекрыты бордюрами и сандриками. Классический выпуклый карниз вместе с ажурной металлической решеткой придает фасаду определенную элегантность.